# Okhaldhunga (dystrykt)

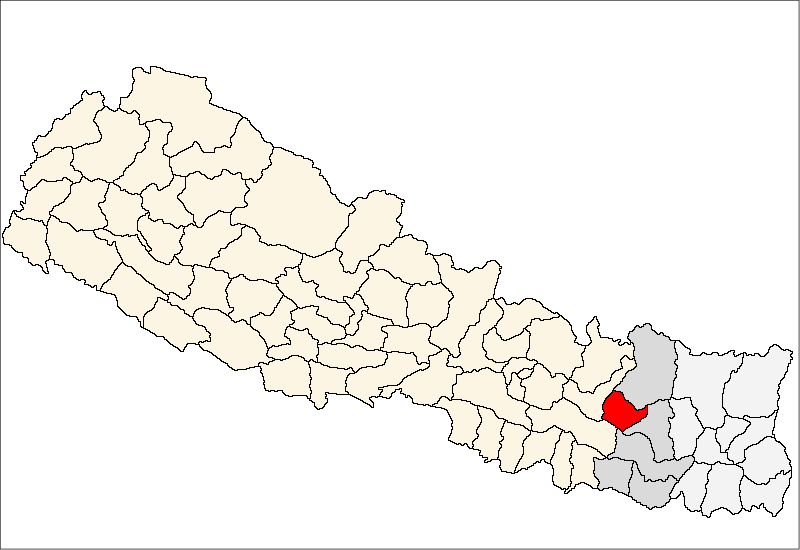
Dystrykt Okhaldhunga

Dystrykt Okhaldhunga (nep. ओखलढुंगा) – jeden z siedemdziesięciu pięciu dystryktów Nepalu. Leży w strefie Sagarmatha. Dystrykt ten zajmuje powierzchnię 1074 km², w 2011 r. zamieszkiwało go 147 984 ludzi. Stolicą jest Okhaldhunga.